# Gundermann – Ende der Eisenzeit
Gundermann – Ende der Eisenzeit ist ein Dokumentarfilm der Richard Engel/Buschfunk-Produktion von Richard Engel aus dem Jahr 1999 über Gerhard Gundermann.

## Handlung
Als Gerhard „Gundi“ Gundermann seinem Freund und Regisseur dieses Films erzählte, dass sein Tagebau geschlossen wird, beschloss Richard Engel, das bereits 1981 gedrehte Filmporträt Gundi Gundermann fortzusetzen. Er fuhr an einem Dezembertag des Jahres 1996 in den Tagebau Scheibe, wo nur noch einige Tage Arbeit auf den Baggerfahrer warteten. Hier erzählte Gundi, dass ihm der Abschied, nach 20 Jahren in dieser Tätigkeit, sehr schwer fällt. Auf seinem Bagger war er für sich allein, konnte seinen Gedanken nachgehen, hier entwarf er seine Liedertexte und überdachte seine weiteren künstlerischen Wege. 
Sein ehemaliger Direktor berichtete, dass eine der Hauptursachen, weshalb Gundermann aus der SED ausgeschlossen wurde, in den Schwierigkeiten bestand, die er und die Kulturgruppe Brigade Feuerstein den Genossen bereitete. In einem Rückblick wird die Brigade Feuerstein gezeigt, die zur Belebung des kulturellen Lebens in Hoyerswerda beitrug, die aber nach Streitigkeiten zusammenbrach. Das hinderte die Gruppe nicht daran, 1998 den  20. Jahrestag der Gründung gemeinsam zu feiern, nicht ohne sich daran zu erinnern, dass Gundi der Motor der Brigade war, der sie immer wieder zu neuen Höchstleistungen antrieb, bis einigen die Anforderungen zu hoch wurden. Anschließend suchte er lange nach einer neuen Band, bis er nach mehreren vergeblichen Versuchen ab 1992 gemeinsam mit anderen Musikern als Gundermann & Seilschaft auftrat. Sein größtes Problem bestand darin, sich zu vermarkten, was sich besonders im Westen Deutschlands auswirkte, da er hier nicht den von Managern und Band erwünschten Bekanntheitsgrad erreichte. Alles was mit Kommerz zu tun hatte, war ihm fremd.
Anfang 1997 wurde Gundi arbeitslos, es war der längste Urlaub, den er je hatte. Sein künstlerisches Schaffen war aber ohne Arbeit wie gelähmt, also entschloss er sich zu einer Umschulung zum Tischler. Er mochte Holz, weil es ein Teil der Natur ist, nur filmen lassen wollte er sich während seiner Ausbildung nicht. In dieser Zeit besuchte er auch ein letztes Mal den Schrottplatz für die ausgediente Technik der umliegenden Tagebaue. Hier äußerte er noch einmal seine Gedanken über die Notwendigkeit dieser Form der Energiegewinnung und über seinen langen Weg des Abschieds vom Baggerfahren. Anschließend wurden nur noch Aufnahmen von seinen Konzerten gedreht, bis er 1998 an einer plötzlichen Gehirnblutung starb. Bilder der Beisetzung zeigen die hohe Beliebtheit des Künstlers und Baggerfahrers. Doch ohne die Mitarbeit Gundis erschien dem Regisseur Richard Engel eine Weiterführung der Dreharbeiten sinnlos und er beschloss den Film abzubrechen. Bei der Trauerfeier nach der Beerdigung unterhielten sich die Anwesenden über das in den vergangenen Jahren gemeinsam Erlebte, was der Anstoß für das Weiterarbeiten am Film war, bei der Freunde und Kollegen ihre Meinung darüber ausdrücken konnten, was sie nach Gundis Tod bewegte.
Dann kam noch ein weiteres Thema im Film zur Sprache – die Zusammenarbeit Gerhard Gundermanns mit dem Ministerium für Staatssicherheit (MfS). Bis auf Tamara Danz, die sich nicht mehr selbst äußern konnte, waren alle Befragten bereit, sich mit seinen Beweggründen auseinanderzusetzen und ihm, in Kenntnis seiner damaligen politischen Einstellung, diesen Schritt zum großen Teil zu verzeihen. Dabei spielte eine große Rolle, dass er 1982 die Zusammenarbeit mit dem MfS von sich aus beendet hat. Man nahm ihm aber übel, dass er sich nicht bereits früher den Freunden offenbarte.
Einen letzten Abschnitt des Films bildete ein kleiner Einblick in das Privatleben Gundis, den er zu seinen Lebzeiten immer zu vermeiden versucht hat. Freunde verrieten aber, dass seine selten gesungenen Liedtexte darüber eine Auskunft erteilen konnten, wenn man genau hinhörte. Seine Frau Cornelia, die bereits im ersten Teil dieses Porträts von 1981 ihre Liebe zu ihm dem Filmteam gestand und die er dann auch heiratete, erzählte etwas vom Verhältnis zu seinem Vater, seiner Liebe zum erworbenen Haus und der Liebe zu seinen Kindern.
Wie bereits im ersten Film Gundi Gundermann sind wieder sehr viele Lieder von ihm zu hören.

## Produktion, Veröffentlichung und Rezeption
Gundermann – Ende der Eisenzeit wurde als Farbfilm mit Unterstützung der Kulturellen Filmförderung Thüringen gedreht. Die ursprüngliche Zusammenarbeit mit dem Rundfunk Berlin-Brandenburg (RBB) wurde wegen Meinungsdifferenzen über die Gestaltung des Films abgebrochen. Die Endfertigungskosten wurden vom Buschfunk-Musikverlag übernommen, so dass Anfang 1999 die Premiere in der Berliner Volksbühne vor vollem Haus stattfinden konnte.
In diesem Werk werden viele Ausschnitte aus dem Film Gundi Gundermann verwendet, die zur besseren Abgrenzung in Schwarzweiß zu sehen sind.
Die Texte der dargebotenen Lieder stammen von Gerhard Gundermann. 
Laut Thomas Winkler in der Tageszeitung (taz) sei es „nicht allzu leicht, sich zurechtzufinden in dieser Mischung aus Privatem und Halböffentlichem, dem Verzicht auf Jahreszahlen, dem steten Wechsel zwischen aktuellen Aufnahmen, Bildern aus der ersten Dokumentation […] und von Gundermann selbst gedrehtem Videomaterial.“ Ähnlich bewertete das Birgit Walter in der Berliner Zeitung: Der Film sei zwar „sehenswert, einfach wegen Gundermann“ und „des guten Video-Materials“, dennoch sei er „gründlich misslungen. Es stören hölzerne Kommentare, plumpe Schnitte, schlechte Bilder, falsche Montagen, vor allem aber fehlt eine Vision und ein Gesamtbild von diesem Künstler“. Auch sei die Beerdigung in der Mitte des Films deplatziert. Gundermanns Seilschaftsgitarrist Mario Ferraro fand den Film „sehr gruselig. Also da war man selbst zu sehen, wie man beispielsweise zu dritt am Grab steht.“ Andere Hinterbliebene unterbanden juristisch vorübergehend den Vertrieb.